# Dachstraße 49 (München)

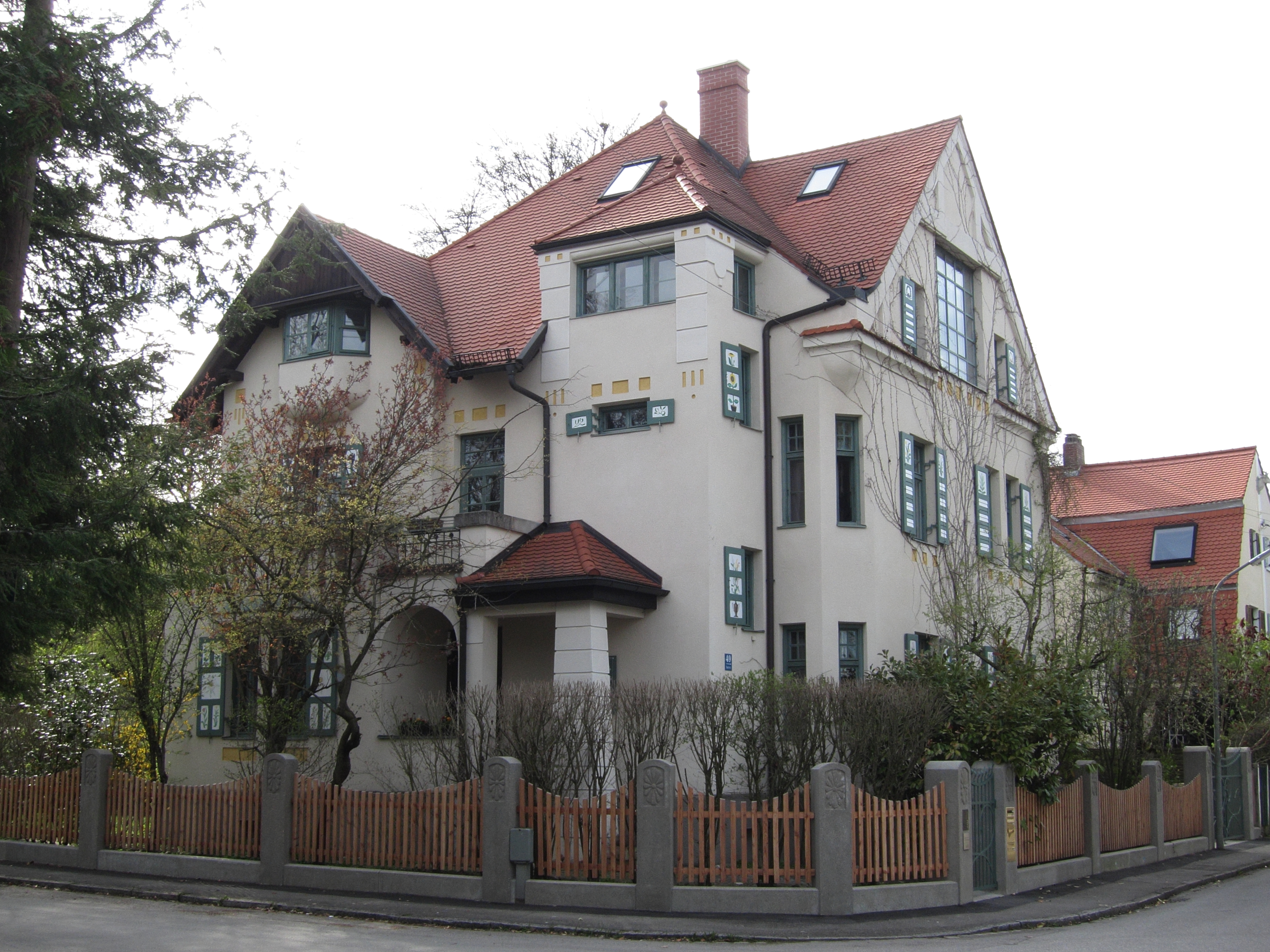
Haus Dachstraße 49 im Stadtteil Pasing von München

Das Gebäude Dachstraße 49 im Stadtteil Pasing der bayerischen Landeshauptstadt München wurde 1907 errichtet. Die Villa in der Dachstraße an der Ecke zum Falkweg, die von den Architekten Martin Saumweber und Sebastian Stecher erbaut wurde, ist ein geschütztes Baudenkmal.
Der Gruppenbau, der zur Frühbebauung der Waldkolonie Pasing gehört, wurde wie die Doppelhäuser Dachstraße 35/37 und Dachstraße 43/45 für Gottfried Schweisgut errichtet. Um das Pyramidendach sind giebeltragende Vorsprünge und ein Treppenturm angebracht. Das Mehrfamilienhaus besitzt pro Stockwerk eine Wohnung mit Mittelkorridor. Im Dachgeschoss befand sich ursprünglich ein Atelier mit einem hohen Fenster.